# Halirages elegans
Halirages elegans är en kräftdjursart som beskrevs av Norman 1882. Halirages elegans ingår i släktet Halirages och familjen Calliopiidae. Inga underarter finns listade i Catalogue of Life.